# اقتصاد روستا
اقتصاد روستا یا اقتصاد روستایی (به انگلیسی:Rural economics) مطالعه اقتصاد در جوامع انسانی روستایی است، از جمله:
- صنعت کشاورزی و غیر کشاورزی[۱]
- رشد اقتصادی، توسعه و تغییر[۲]
- اندازه و توزیع فضایی واحدهای تولیدی و خانگی و تجارت بین منطقه ای[۳]
- کاربری زمین[۴]
- مسکن[۵] و موضوعات غیر مسکنی از نظر عرضه و تقاضا
- مهاجرت و کم شدن جمعیت روستاها[۶]
- امور مالی[۷]
- سیاست‌های دولت در زمینه توسعه، سرمایه‌گذاری، مقررات و حمل و نقل[۸]
- تجزیه و تحلیل تعادل عمومی و رفاه، به عنوان مثال، وابستگی‌های متقابل در سیستم و نابرابری درآمد روستایی-شهری[۹]